# Aleksander Petrovič Kutuzov
Aleksander Petrovič Kutuzov (rusko Александр Петрович Кутузов), ruski general, * 1777, † 1817.
Bil je eden izmed pomembnejših generalov, ki so se borili med Napoleonovo invazijo na Rusijo; posledično je bil njegov portret dodan v Vojaško galerijo Zimskega dvorca.

## Življenje
Leta 1791 je vstopil v polkovno šolo Izmailovskega polka in leta 1796 je vstopil v vojaško službo. 18. julija 1808 je bil povišan v polkovnika in postal poveljnik bataljona. Med veliko patriotsko vojno se je odlikoval, tako da je bil 15. septembra 1813 povišan v generalmajorja. 
Po vojni je poveljeval brigadam v sestavi 2. grenadirske divizije in od leta 1815 je služil na Kavkazu. Naslednje leto je postal poveljnik rezervne gruzinske brigade in 4. januarja 1817 poveljnik 20. pehotne divizije; s tem je bil vojaški guverner Gruzije.